# San Ferdinando (Kirche, Neapel)
Koordinaten: 40° 50′ 15,4″ N, 14° 14′ 55,4″ O
Die Kirche San Ferdinando von Neapel liegt mitten in der Altstadt an der Piazza Trieste e Trento, direkt neben der Galleria Umberto I, in der Nähe des Teatro San Carlo und des Palazzo Reale.

## Geschichte
Die Kirche wurde von den Jesuiten erbaut und war ursprünglich als Kultstätte für den Heiligen Franz Xaver gedacht, der 1622 kanonisiert wurde. Anfangs mangelte es noch an den nötigen Mitteln, bis Catalina Zunica de la Cerda y Sandoval, die Gemahlin des spanischen Vizekönigs Conte di Lemos, dem Orden eine Schenkung von 39 000 Gold-Scudi zukommen ließ.

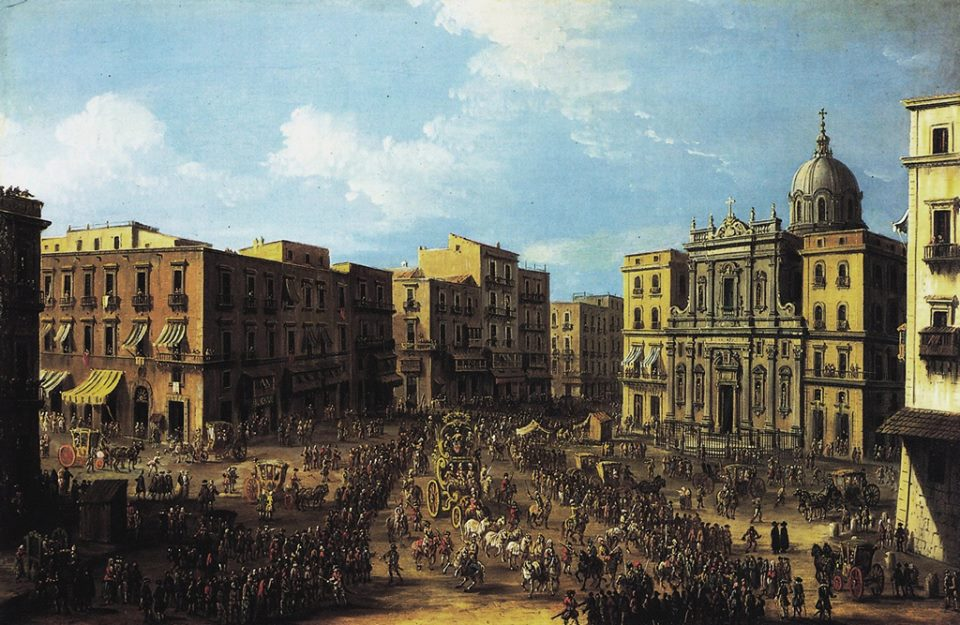
Antonio Joli (1700–1777): Karneval in Neapel, 1757 (rechts die Kirche San Ferdinando)

Die Leitung der Bauarbeiten hatte anfangs der Jesuitenpater Agatio Stoia. Seine Pläne wurden jedoch in der Folge zunächst von Giovan Giacomo di Conforto überarbeitet, und schließlich wurde das Projekt Cosimo Fanzago übergeben, der zwar die Ideen seiner beiden Vorgänger mitberücksichtigte, aber als eigentlicher Schöpfer der Kirche gilt.
Die Grundsteinlegung erfolgte am 2. Februar 1636. Ein erster Teil der Kirche konnte bereits 1641 konsekriert werden, aber die Bauarbeiten kamen erst 1655 zum Abschluss, und die Innendekorationen, an denen der Freskant Paolo De Matteis und der Bildhauer Domenico Antonio Vaccaro beteiligt waren, zogen sich noch einige Jahrzehnte hin. Der obere Teil der Fassade wurde zwischen 1738 und 1759 erneuert.
Als die Jesuiten 1767 aus Neapel vertrieben wurden, kam die Kirche bis zum Beginn der französischen Okkupation 1801 in die Hände der Cavalieri Costantiniani. Während dieser Zeit wurde die Kirche dem Heiligen Ferdinand III. von Kastilien geweiht. Ab 1827 unterstand das Gebäude der Arciconfraternita di Nostra Signora dei Sette Dolori, deren Wappen immer noch über dem Eingangsportal zu sehen ist. Unter König Ferdinand II. fand 1853 eine Restaurierung statt.
San Ferdinando gilt als „Kirche der Adligen und der Könige“ und wurde besonders vom Königshaus der Bourbonen sehr geschätzt. Sie ist außerdem als „Kirche der Künstler“ (Chiesa degli artisti) bekannt, weil in ihr die Begräbnisfeiern zahlreicher berühmter Persönlichkeiten (Schauspieler, Sänger) aus Neapel zelebriert wurden, darunter Achille Lauro, Sergio Bruni, Roberto Murolo und Mario Merola. Seit Dezember 2017 beherbergt die Kirche auch eine Weihnachtskrippe, wo die Hirten durch Figuren bekannter neapolitanischer Künstler dargestellt sind; die Krippe ist ein Gemeinschaftswerk von Kunsthandwerkern der Associazione Theotokos.
Traditionell wird in San Ferdinando jeden Sonntag um 18:00 Uhr die Messe nach altem Ritus in Latein gefeiert.

## Beschreibung

### Plan
| 1. Weihwasserbecken von Cosimo Fanzago 2. Deckenfresko Triumph der Religion über die Häresie von Paolo De Matteis 3. Orgeln 4. Kanzel 5. I. Kapelle links 6. II. Kapelle links 7. III. Kapelle links 8. IV. Kapelle links 9. Grab der Lucia Migliaccio von Tito Angelini 10. linkes Querschiff 11. Apsis 12. rechtes Querschiff 13. Grab des Michele Arditi von Tito Angelini 14. Kuppel 15. IV. Kapelle rechts 16. III. Kapelle rechts 17. II. Kapelle rechts 18. I. Kapelle rechts | Plan |

### Äußeres

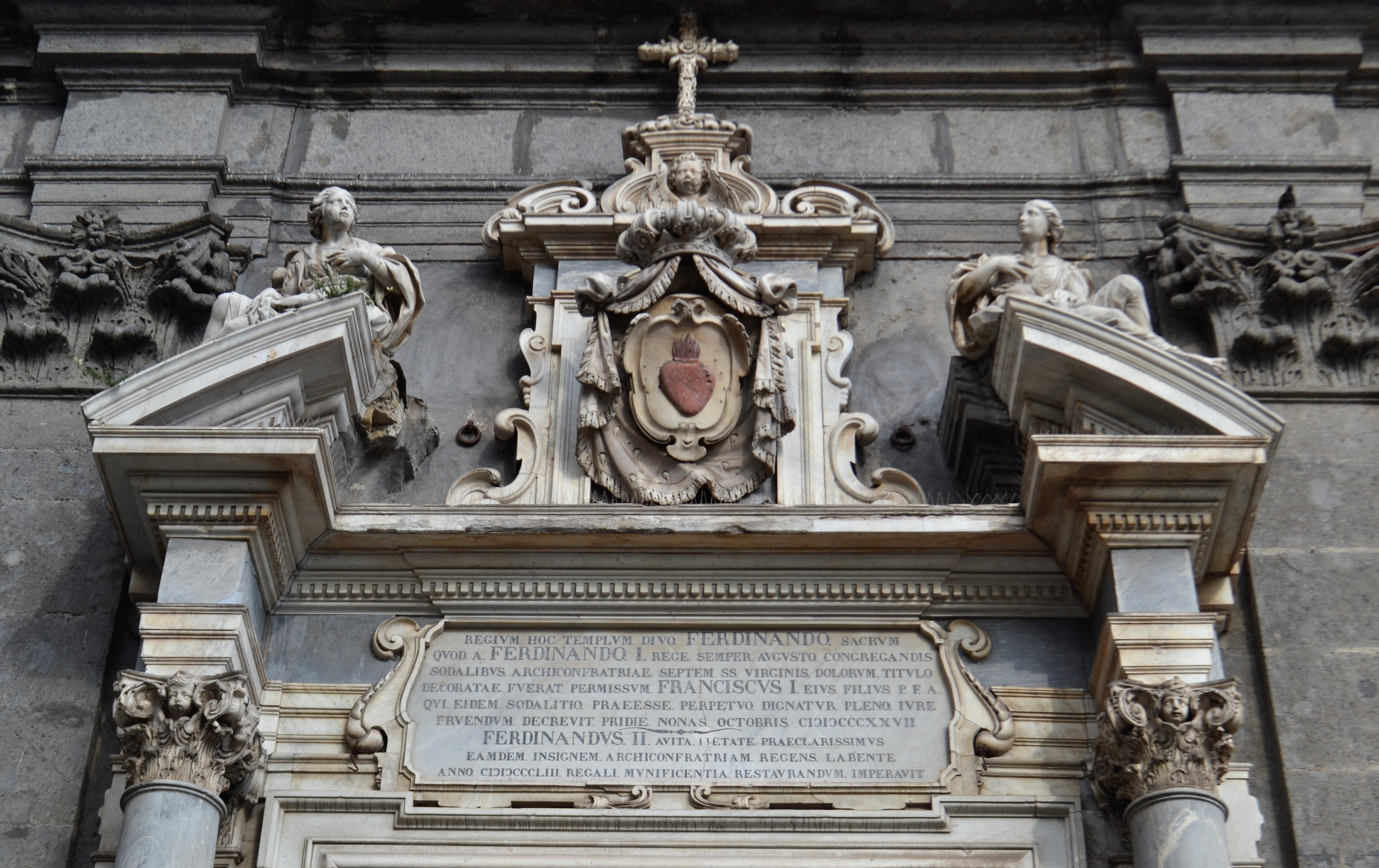
Inschrift und Detail des Portals

Der untere Teil der Fassade entspricht den Entwürfen von Cosimo Fanzago aus dem 17. Jahrhundert. Von der pilastergegliederten Wandfläche aus dunklem Piperno hebt sich der weiße Marmor der elegant ornamentierten Rahmen von Portal und Nischen ab.
Der obere Teil der Fassade stammt aus der Zeit von 1738 bis 1759, wurde jedoch Ende des 19. Jahrhunderts während des sogenannten Risanamento von Neapel nochmals verändert. Dabei wurden die geschwungenen Voluten und Balustraden an den Seiten entfernt zugunsten eines klassizistischen dreieckigen Tympanons, wie er ursprünglich wohl ähnlich von Giovan Giacomo di Conforto vorgesehen worden war.
Die barocken Pläne sahen auch ein gusseisernes Gitter vor, das wahrscheinlich von Francesco Antonio Picchiatti entworfen worden war. Es wurde jedoch ebenfalls während des Risanamento entfernt, vermutlich weil es durch die Bauarbeiten an der Galleria Umberto I beschädigt worden war.

### Das Innere

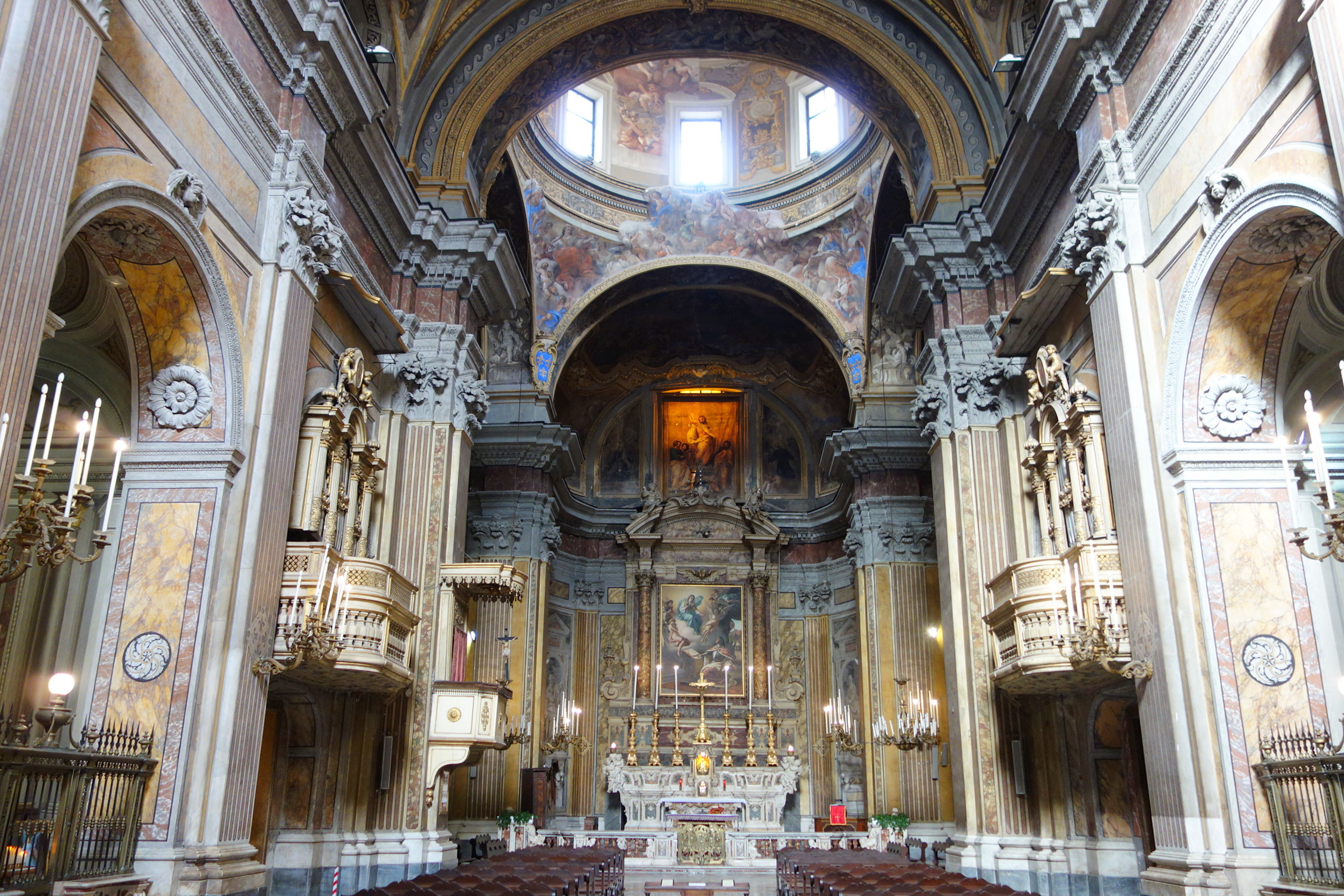
Das Innere von San Ferdinando

### Kirchenraum und Kuppel
Der Innenraum hat die Form eines lateinischen Kreuzes mit je vier Seitenkapellen rechts und links und einer Vierungskuppel über dem Transept. Die Hauptfarben der marmornen Wanddekorationen sind Goldgelb, Rosa(-rot) und Weiß, abgesetzt mit Beige und wenig Schwarz. Die weißen Komposit-Kapitelle über rosa-weiß-schwarz-gestreiften Pilastern sind ungewöhnlich plastisch durchgeformt und von besonders barocker Wirkung.
Gleich neben dem Eingang befinden sich zwei marmorne Weihwasserbecken von Cosimo Fanzago. Den Fußboden schuf Filippo Pardo 1748. Am Ende des Kirchenschiffs, über den Bögen der letzten beiden Kapellen befinden sich zwei Emporen mit den Orgeln. Die Kanzel am letzten Pfeiler links stammt aus dem 19. Jahrhundert.

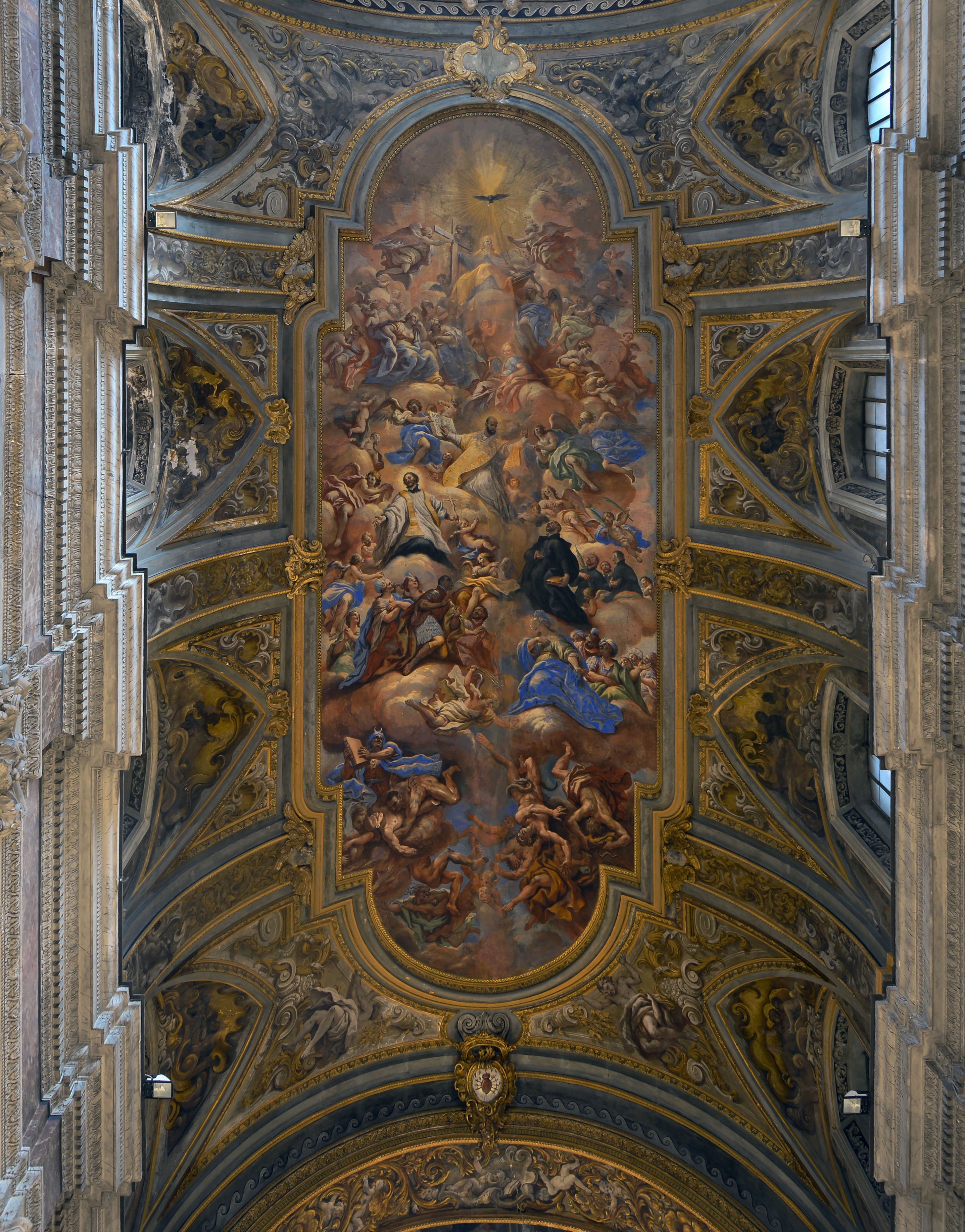
Deckenfresko von Paolo De Matteis

Ein großer Teil der Kirche wurde von Paolo De Matteis mit Fresken ausgemalt: An der Eingangswand neben dem großen Fenster stellte er den Heiligen Franz Xaver in Ekstase dar, und auf der anderen Seite Franz Xaver, der das Kruzifix umarmt. Das große Deckenfresko schuf De Matteis zwischen 1695 und 1698, es zeigt den Triumph der Religion über die Häresie mit den Heiligen Ignatius von Loyola, Franz Xaver, Francesco de Borgia und drei japanischen Märtyrern (unten links sieht man Mohammed mit dem Koran). Die übrige Dekoration der Decke wurde Ende des 17. Jahrhunderts von Gennaro Greco geschaffen.
Auch die Kuppel wurde ursprünglich von Paolo De Matteis mit einer Verklärung der Heiligen Jesuiten bemalt, diese Fresken wurden jedoch während der Bauarbeiten an der Galleria Umberto I zerstört und Anfang des 20. Jahrhunderts von Giovanni Diana durch einige Allegorische Figuren und Engel ersetzt. Von De Matteis blieben nur die vier Tugendallegorien in den Pendentifs erhalten: Glaube, Hoffnung, Nächstenliebe und Gerechtigkeit.

### Seitenkapellen
Die Seitenkapellen sind mit Stuck und Marmor dekoriert und werden durch Gitter aus Eisen und Messing nach außen hin abgeschlossen. Das Altarbild mit japanischen Jesuitenheiligen in der ersten Kapelle links ist ein Werk von Pietro da Cortona, und in der dritten Kapelle rechts sieht man einen San Luigi Gonzaga von Paolo De Matteis vom Beginn des 18. Jahrhunderts. Die übrigen Seitenkapellen haben Gemälde von Giovanni Battista Rossi (Mitte 18. Jhd.), Nicola Maria Rossi und Giacomo Farelli.
Ein Bild mit dem Heiligen Bartholomäus von Jusepe de Ribera zog einst viele Schaulustige an und soll den Vizekönig Herzog von Osuna so sehr hingerissen haben, dass er gleich ein weiteres Bild bei dem Maler bestellte, das er der Kirche schenkte.

### Querschiff

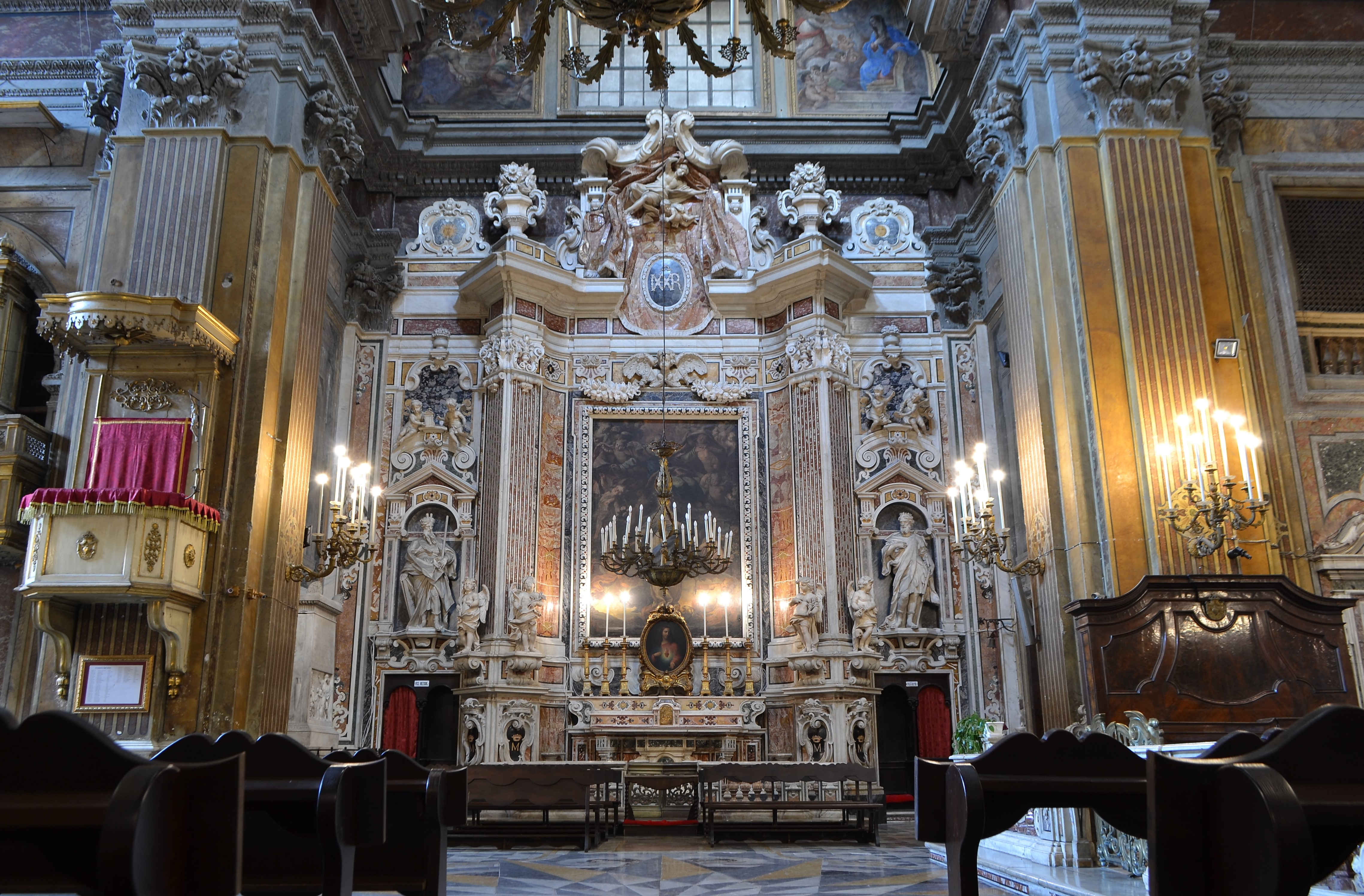
Linkes Querschiff

Die prächtige polychrome Marmordekoration des Altares im linken Querschiff entstand nach Plänen von Domenico Antonio Vaccaro, der auch die Figuren des David und des Mose schuf.  Das Gemälde der Maria Immaculata ist ein Werk von Cesare Fracanzano aus der ersten Hälfte des 17. Jahrhunderts. Die Deckenfresken malte wieder Paolo De Matteis, sie zeigen die Verkündigung, die Geburt Jesu und die Predigt des Hl. Franz Xaver bei den Indern. An der linken Seitenwand befindet sich das Grabmal der Lucia Migliaccio, Herzogin von Florida und zweite Frau Ferdinands IV. von Bourbon, ein Werk von Tito Angelini aus dem 19. Jahrhundert.

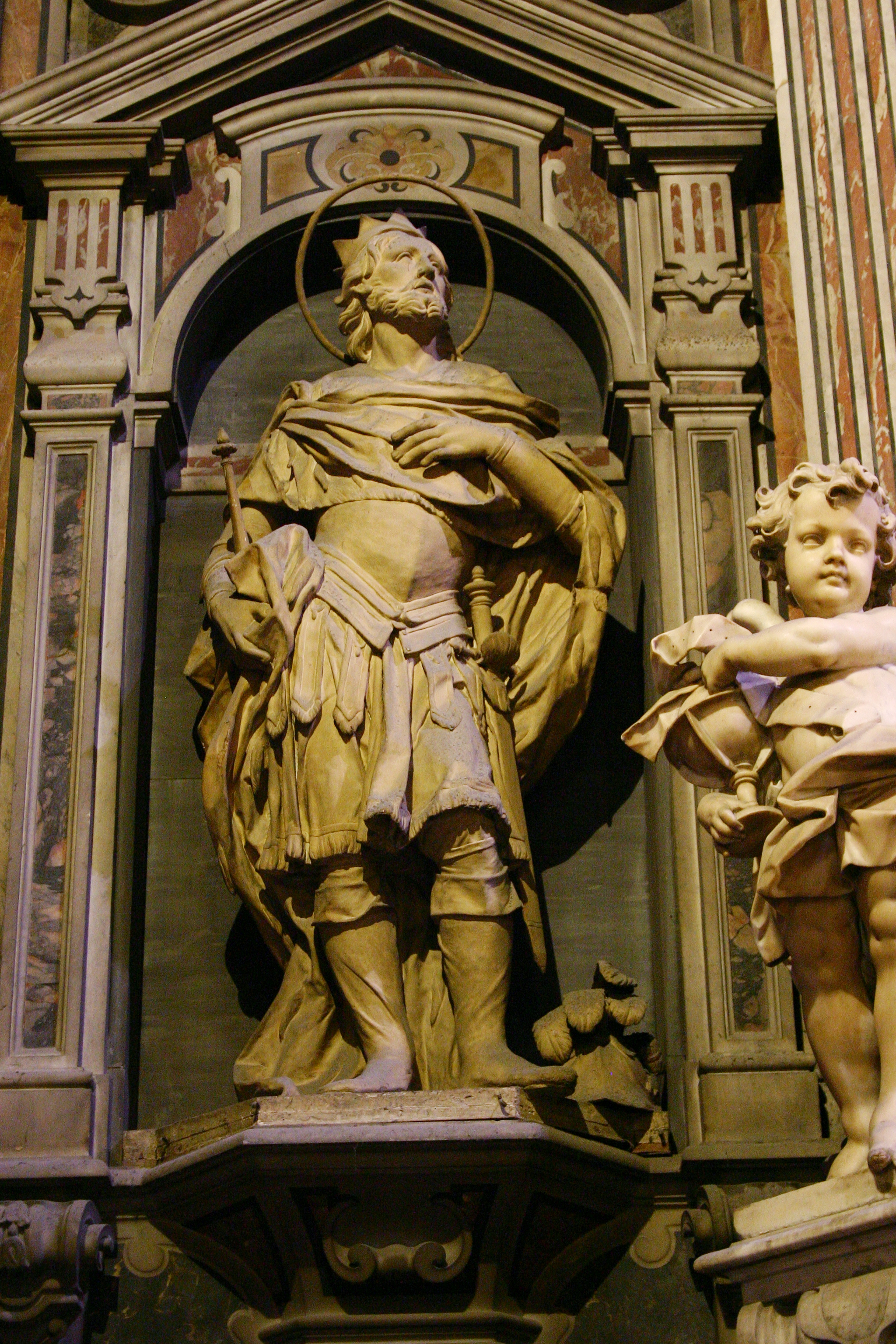
Statue des Hl. Ferdinand von Kastilien

Das Altarbild im rechten Querschiff zeigt die Vision des Hl. Ignatius von Jesus am Kreuz, ein Werk von Francesco Antonio Altobello (2. Hälfte 17. Jhd.); die Engelsfiguren mit Symbolen des Hl. Franz Xaver schuf Giuseppe Sanmartino. Die beiden hölzernen Skulpturen der Heiligen Georg und Ferdinand werden Angelo Viva zugeschrieben. An der rechten Seitenwand befindet sich das Grabmal des Michele Arditi, eines Archäologen, der im 18. Jahrhundert die Leitung über die Ausgrabungen in Pompeji und Herculaneum hatte; das Monument wurde von Tito Angelini um 1834 geschaffen. Die Deckenfresken von Paolo de Matteis stellen Szenen aus dem Leben des Hl. Ignatius von Loyola dar: die Glorie des Hl. Ignatius, Ignatius schreibt sein Buch über die spirituellen Esserzitien, inspiriert von der Jungfrau Maria und Ignatius sendet Franz Xaver in Mission nach Indien.

### Chorraum und Sakristei
Auch der barocke Hochaltar im Chorraum wurde von Domenico Antonio Vaccaro entworfen und von seinen Gehilfen Pietro Nicolini und Francesco Colella 1742–1743 realisiert. Das aktuelle Altarbild mit einer Darstellung des Hl. Ferdinand malte Giuseppe Maldarelli Ende des 19. Jahrhunderts als Ersatz für Luca Giordanos Bild des Hl. Ignatius von Loyola in Anbetung des Ewigen, das sich heute im Museo di Capodimonte befindet. Vor 1680 standen hier Bilder von Salvator Rosa und Cesare Fracanzano, die jedoch beide den Jesuiten nicht gefielen, weshalb der Auftrag an Giordano ging.
Über dem Altar befindet sich eine Standarte mit einem anonymen Ölbild des auferstandenen Christus (Mitte 19. Jhd.). Die Bilder an den Seitenwänden sind wieder von De Matteis und zeigen den Hl. Franz Xaver, der Neapel vor Hunger, Pest, Bränden und Schiffbruch bewahrt.
In der Sakristei sind einige Werke aus der zerstörten Kirche San Luigi di Palazzo ausgestellt.

Impressionen aus San Ferdinando
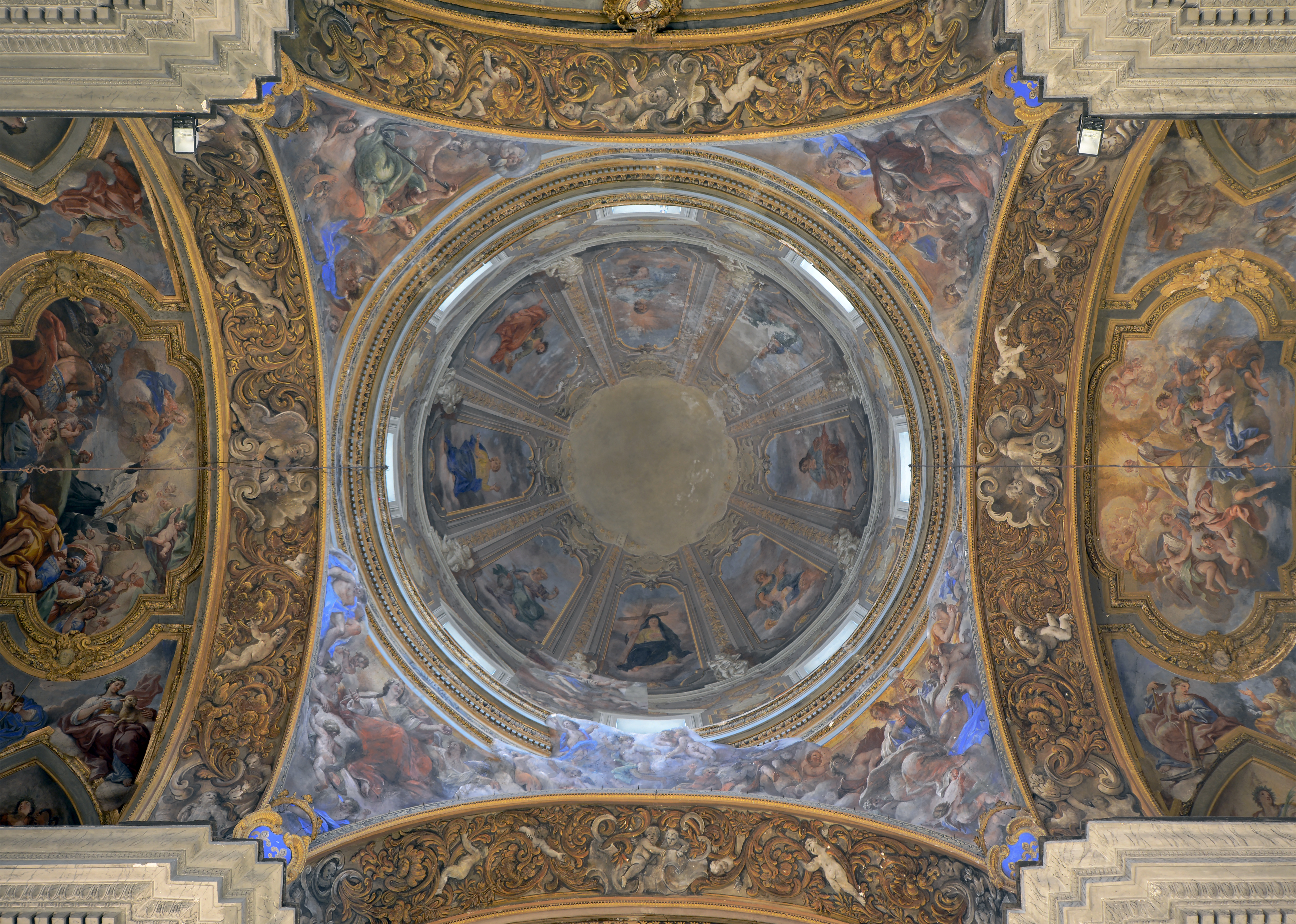
Kuppel mit Fresken von Paolo de Matteis und Giovanni Diana
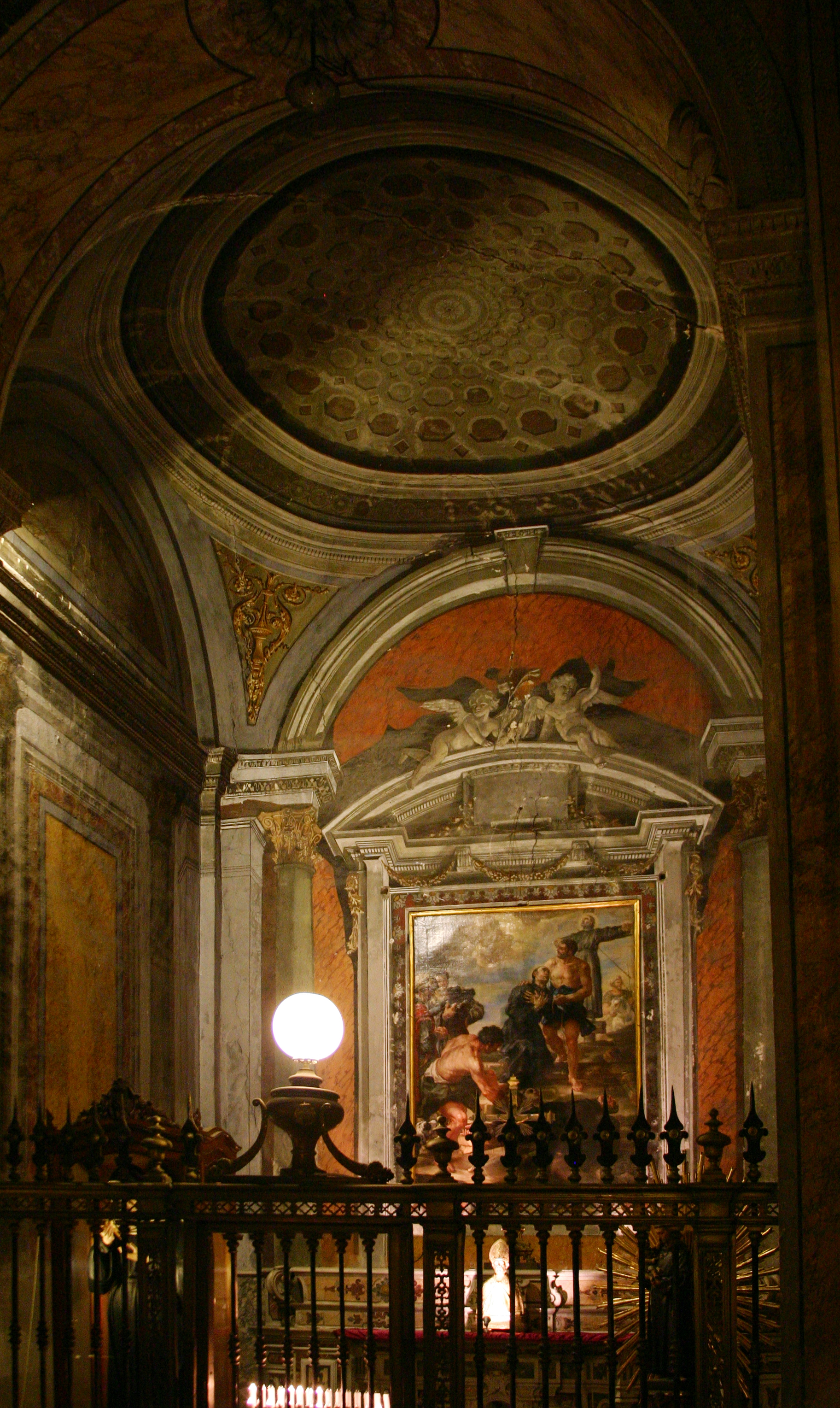
Eine der Seitenkapellen
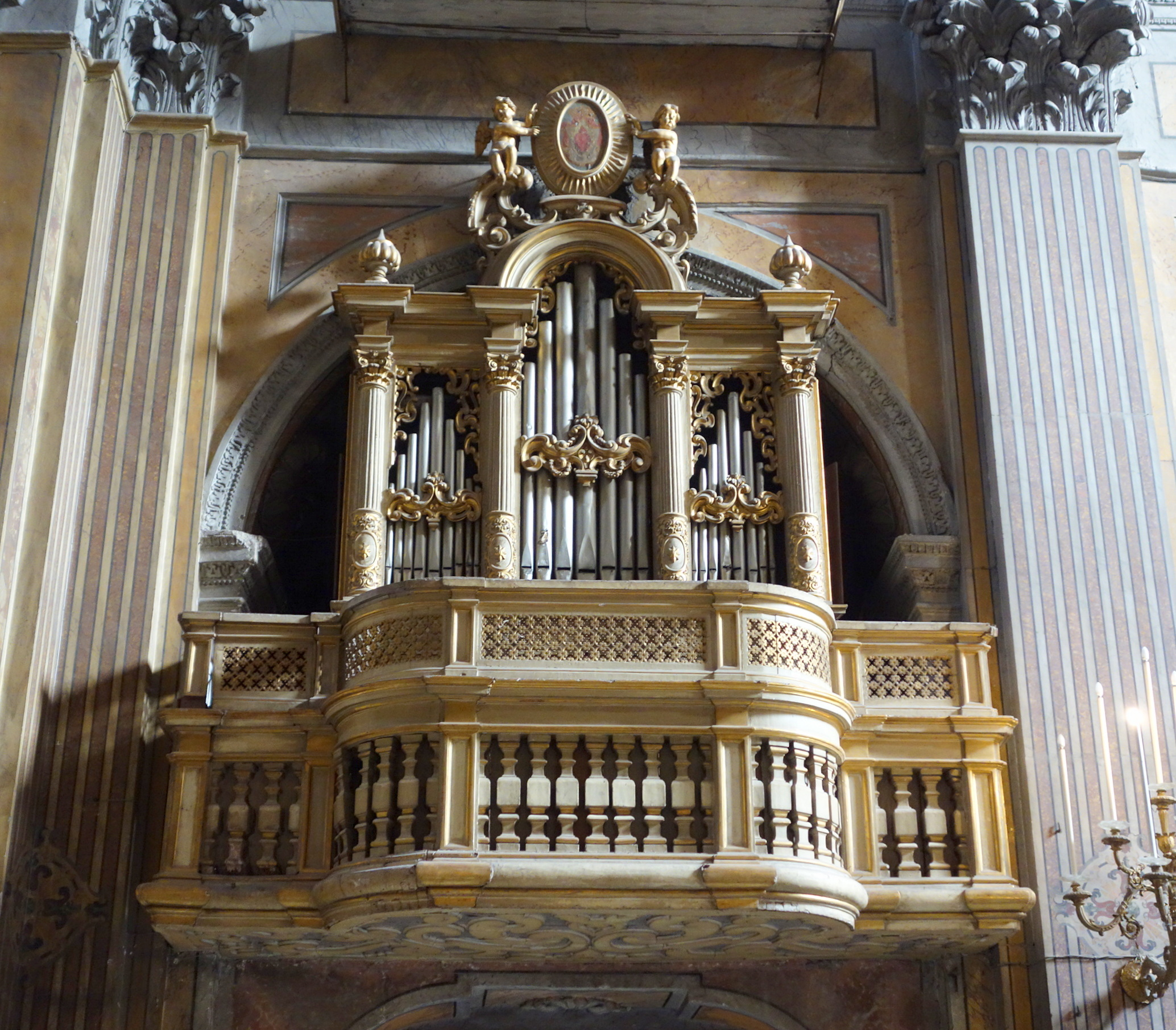
Eine der beiden Orgeln

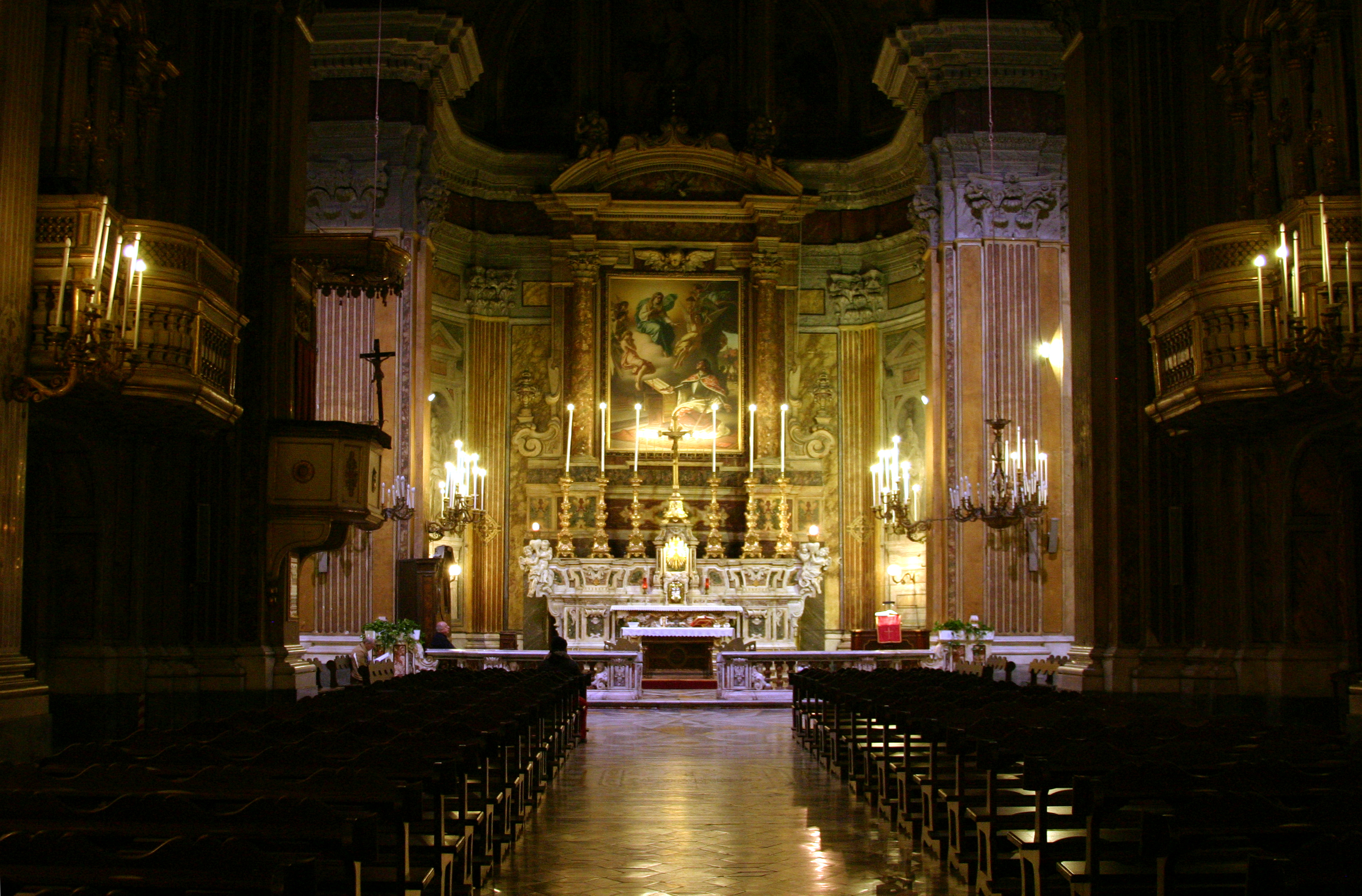
Abendstimmung in San Ferdinando